# オーストリアドイツ語
オーストリアドイツ語（オーストリアドイツご、標準ドイツ語: Österreichisches Deutsch, バイエルン・オーストリア語: Austriazismus）は、オーストリアで話されるドイツ語（高地ドイツ語に属する上部ドイツ語）の言語変種である。
オーストリアドイツ語は、国内でもウィーンやチロル州、ケルンテン州など各地の方言差が大きくあるため、その総称でもあるオーストリア語と略称されることもある。

## 概要
オーストリアのほとんどの地域では、隣接するドイツのバイエルン州の北部以外多くの地域とともに、バイエルン・オーストリア語が話されるが、このうちオーストリアでは、中央バイエルン・オーストリア語と、南バイエルン・オーストリア語が用いられる。
さらに、オーストリアの各地域の言語はそれぞれ共通して使用されるのもあるが、地域差により違いも見られる（ウィーン方言、チロル方言、ザルツブルク方言、シュタイアーマルク方言、ケルンテン方言、ブルゲンラント方言、ニーダーエスターライヒ方言、オーバーエスターライヒ方言など）。
かつて、多民族国家オーストリア＝ハンガリー帝国の首都であったウィーンの方言およびニーダーエスターライヒ方言とブルゲンラント方言とシュタイアーマルク方言は、イタリア語、チェコ語、スロバキア語、スロベニア語、ハンガリー語など様々な言語から入った単語が残っていると言われている。
なお、スイスやバーデン地方とリヒテンシュタインに隣接するフォアアールベルク州では、スイスドイツ語とおなじアレマン語の系統に属する低地アレマン語に属するボーデン湖付近のボーデン湖アレマン語や、高地アレマン語などの言語が話されている。
また、シュヴァーベン地方とバイエルン・シュヴァーベン地方に隣接するチロル州北西部のロイテ郡北部・西部はシュヴァーベン語、ランデック郡最西部は最高地アレマン語などが使用され、いずれもアレマン語の系統である。
また、オーストリアでも基本的に公文書やテレビ、ラジオでは標準ドイツ語が使用されるが、ドイツの標準語と比べて、やや発音や用語などが異なることが多い。

## 歴史
オーストリアドイツ語は、18世紀中頃に女帝マリア・テレジアとその息子ヨーゼフ2世が1774年に義務教育を導入し、多言語国家であったハプスブルク帝国にいくつかの行政改革を行ったことから始まった。当時、オーストリアのバイエルン方言やアレマン方言の影響を強く受けた"Oberdeutsche Schreibsprache"（上部ドイツ語書き言葉）が表記における標準語であった。他の選択肢として、言語学者ヨハン・ジークムント・ポポヴィッチが提唱した、南ドイツ方言に基づく新しい標準語を作るという案もあった。その代わりとして、彼らは実用的な理由から、すでに標準化されていたザクセン選帝侯領の首相官邸語（Sächsische Kanzleisprache または Meißner Kanzleideutsch）を採用することにした。これは、マイセンとドレスデンという非オーストリア地域の行政言語に基づいたものであった。
1774年の自身の死に際し、ポポヴィッチは広範囲の紙片の箱を残しており、そこから最初の「オーストリア語辞書」が生まれるはずだった。
その後、新しい書き言葉の標準語を導入する過程は、ヨーゼフ・フォン・ゾンネンフェルスによって主導された。
1951年以降、オーストリア連邦教育芸術文化省の権限の下で出版されたÖsterreichisches Wörterbuch（「オーストリア語辞典」）によって、公文書や学校で使われるオーストリアドイツ語の標準化された形式が定義された。

## 発音
オーストリア内で話される標準語の特徴
- "-ig"が「イク」[ɪk]と読まれる（標準ドイツ語では「イヒ」[ɪç]）。

　（例） zwanzig ツヴァンツィク（ツヴァンツィヒ）
- "s"が、母音の前であっても濁らない。

　（例） Suppe スッペ（ズッペ）　Josef ヨーセフ（ヨーゼフ）　sowieso ソヴィソ（ゾヴィゾ）　Salzburg サルツブアク（ザルツブルク）
- "r"の後ろの"ch"が無声硬口蓋摩擦音[ç]ではなく無声軟口蓋摩擦音[x]で発音される。

　（例）durch ドゥアフ（ドゥアヒ）　Kirche キアヘ（キアヒェ）
- "ei"が「エー」と読まれる（標準ドイツ語では「アイ」）。

　（例）zwei ツヴェー（ツヴァイ）　drei ドレー（ドライ）
純粋な方言の特徴
- "ei"が"oa"もしくは"aa"になる。

　（例）zwei→zwoa/zwaa　drei→droa/draa　heißen→hoaßen/haaßen/haßen　weiß→woas/waas
- "al"が"oi"になる。

　（例）also→oiso　Salz→Soiz

## 単語
| 日本語           | オーストリアドイツ語  | 標準ドイツ語 |
| ---------------- | --------------------- | ------------ |
| 10グラム         | 1 Deka (gramm)        | 10 Gramm     |
| 明かりをつける   | aufdrehen/einschalten | anmachen     |
| 明かりを消す     | ausschalten           | ausmachen    |
| ジャガイモ       | Erdapfel              | Kartoffel    |
| トマト           | Paradeiser            | Tomate       |
| カリフラワー     | Karfiol               | Blumenkohl   |
| トウモロコシ     | Kukuruz               | Mais         |
| インゲン         | Fisole                | Gartenbohne  |
| パンケーキ       | Palatschinken         | Pfannkuchen  |
| クリーム         | Obers                 | Sahne        |
| 冷蔵庫           | Eiskasten             | Kühlschrank  |
| 1月              | Jänner                | Januar       |
| 冗談             | Schmäh                | Witz         |
| こんにちは       | Grüss Gott            | Guten Tag    |
| イス             | Sessel                | Stuhl        |
| 紙袋             | Sackerl               | Tüte         |
| 蚊               | Gelse                 | Stechmücke   |
| 歩行者           | Fußgeher              | Fußgänger    |
| （党）派閥       | Klub                  | Fraktion     |
| 法学             | Jus                   | Jura         |
| ゴールキーパー   | Tormann               | Torwart      |
| 飲み屋           | Beisl                 | Kneipe       |
| 大学入学資格試験 | Matura                | Abitur       |
| 枕               | Polster               | Kissen       |
| 階段             | Stiege                | Treppe       |

- これらの相違は、ドイツとオーストリアの国家としての領域に起因するものと、低地ドイツ語と高地ドイツ語の、方言の領域に起因するものがある。

## 口語表現
- 口語表現の中で、オーストリアとドイツで単語の意味が若干異なる場合がある

　（例）　Piefkeという言葉は、オーストリアではドイツ人を侮辱する意味で用いられるが、ドイツではベルリン出身の若者か無教養者を意味することが多い。

## 文法

### 名詞の性の違い
- オーストリアドイツ語：　der Butter, das Cola, das SMS, das Monat, das Joghurt, der Gehalt
- 標準ドイツ語：　die Butter, die Cola, die SMS, der Monat, der Joghurt, das Gehalt

### 完了形
- 標準ドイツ語では助動詞habenと結んで完了形を作る動詞が、オーストリア(バイエルン含む)ではseinと結ばれることもある。
(例) Er hat gestanden. (彼は立っていた。) → Er ist gestanden.
- このような動詞としては、他にliegen, sitzenなどがある。

### 過去形
- 会話文では完了形を用いて過去を表すことが多い。

　ただし、標準ドイツ語においても会話の際には完了形を用いることが殆どである。
- (例) Ich ging. (私は行った。) → Ich bin gegangen.

### 間接話法
- 標準ドイツ語では接続法が主に用いられるが、オーストリアではもっぱら直説法が使われる。
(例) 彼は市街にいると言った。 Er sagte, dass er in der Stadt gewesen sei. → Er hat gesagt, dass er in der Stadt gewesen ist.